# Джамгон Конгтрул

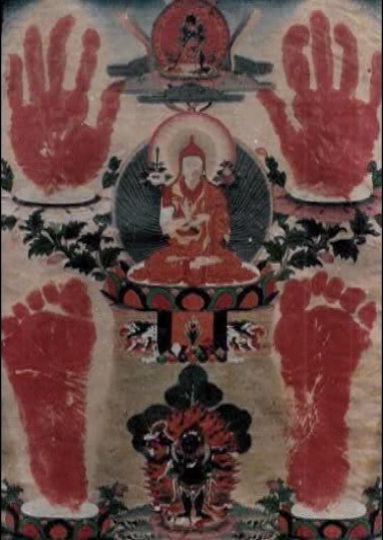
Конгтрул Лодрё Тхайе

Конгтрул Лодрё Тхайе (англ. Jamgon Kongtrul Lodro Thaye, [Kong-sprul Blo-gros mTha'-yas]; 1813—1899) — тибетский буддистский лама.

## Биография и труды
Джамгон родился второго декабря 1813 года в Ронгьябе , близ Пэма Лхаце, что в области Дрида Салмоганг в Восточном Тибете. Приемным отцом Конгтрула был Сонам Пел (bSod-nams 'Phel), тантрист-мирянин из традиции бон, а матерью — Траши Цо (bКга-shis 'Tso). В автобиографии Конгтрул сообщает, что его родным отцом был Юнгдрунг Тэндзин (gYung-drung bsTan-'dzin), знаменитый лама из рода Кхьюнгпо (что по-тибетски значит Гаруда), который был на грани угасания. Брак матери Конгтрула с Юнгдрунг Тэндзином должен был обеспечить продолжение этого драгоценного рода. Конгтрул подробно описывает историю божественного происхождения родоначальников семьи Кхьюнгпо, из которой вышли самые выдающие личности как буддийской, так и бонской традиции: буддисты — Миларепа, Кхьюнгпо Налчжор, первый Кармапа Дюсум Кхьенпа; и бонпо — тертон Лодэн Ньингпо и Траши Гьялцен.
Джамгон Конгтрул получил множество учений и наставлений от учителей всех школ тибетского буддизма.
Джамгон Конгтрул был основателем несектарной традиции Риме вместе с Джамьянгом Кхьенце Вангпо и Чогьюром Лингпой.
Конгтрул был автором или составителем около девяноста томов, посвящённых разным темам. Его главным трудом традиционно считаются «Пять великих сокровищниц» (mDzod chen lnga) — это название дал им Джамьянг Кенце Вангпо.
- «Всеобъемлющее знание»
- «Сокровищница Мантры школы кагью» (ЬКа' brgyud sngags mdzod) содержит практики мандалы тринадцати тантрийских божеств, а также древние и новые тантры (некоторые из них передал Марпа-переводчик), сопровождаемые учениями по тантрийской стадии завершения, ритуалы посвящения и различные лунги. Это произведение состоит из шести томов.
- «Сокровищница драгоценных учений-кладов» (Rin chen gter mdzod) содержит посвящения, учения, ритуалы и наставления о том, как применять их в затворе, по всем циклам терма, обнаруженных Конгтрулом. Этот сборник начинается с «кладов земли» таких тертонов, как Ньянграл Ньима Осер, Гуру Чокьи Вангчуг (Gu-ru Chos-kyi dBang-phyug), Лонгченпа, Ригдзин Годем, Тангтонг Гьялпо (Thang-stong rGyal-po) (1385—1509); различных лингпа (gling-pa), в том числе Ринчена Лигпы (Rin-chen) (1340—1396), Дордже Лингпы (rDo-rje) (1346-1405), Карма Лигпы (Karma), Падма Лингпы (Pad-ma) (1450—?), Лэтро Лингпы (Las-'phro) (1585—1656) и Чоклинга, а также бонских открывателей кладов. Вторую часть этого сочинения составляют циклы учения из «кладов ума» и «чистых видений» таких тертонов, как Пятый Далай-лама, Дордже Тогме Цал (rDo-rje Thogs-med rTsal) (1617—1682), Намчо Мигьюр Дордже (gNam-chos Mi-'gyur rDo-rje) (семнадцатый век) и Джигме Лингпа ('Jig-med Gling-pa). Последняя часть сочинения содержит те учения-терма, которые стали передавать очень редко; в неё входит сборник текстов по малым терма с комментариями. Это произведение насчитывает шестьдесят томов.
- «Сокровищница ключевых наставлений» (gDams ngag mdzod) содержит посвящения и наставления, связанные с восемью тибетскими линиями передачи практики: ньингма, кадам, сакья, Марпа-Кагью, Шангпа-Кагью, умиротворение [страдания] (шичжед: zhi byed), йога нерушимого состояния (rDo-rje rnal-'byor), три нерушимых состояния приближения и свершения (rDo-rje gsum-gi-bsnyen-sgrub) — и девятый раздел, посвященный разным учениям других линий передач. Это сочинение состоит из двенадцати томов.
- «Особая тайная сокровищница наставлений» (Thun mong min gsang mdzod), для которой Джамьянг Кхьенце написал пятнадцать вступительных очерков, заключает в себе «Единство умов Трех Корней» и другие учения, восходящие к жёлтым свиткам (содержащим учения-терма), и клады ума, открытые самим Конгтрулом. Этот труд состоит из семи томов.

Кроме того, Конгтрул писал о ритуалах, записывал наставления для учеников, сочинял философские труды, рассматривал вопросы индийской и китайской астрологии, медицины, грамматики и др.
Если обозреть огромное литературное наследие Конгтрула, может сложиться впечатление, что большую часть жизни ему приходилось заниматься литературным трудом. На самом же деле почти всё своё время он посвящал личным затворам и различным практикам и, по его словам, часто писал «в перерывах между занятиями медитацией».
Конгтрул умер на восемьдесят седьмом году, в четверг, 28 декабря 1899 года, и в это время проявилось много благоприятных знаков.